# Siaya
Siaya è una città del Kenya, capoluogo dell'omonima contea.